# ماغدالينا فورسبرغ
ماغدالينا فورسبرغ (بالسويدية: Magdalena Forsberg)‏ (و. 1967  م) هي متزحلقة سويدية، شاركت في التزلج الريفي في الألعاب الأولمبية الشتوية 1992 ‏، والبياثلون في الألعاب الأولمبية الشتوية 2002 – سيدات عدو ‏، وبطولة العالم للتزلج النوردي على الثلج 1989 ‏، والألعاب الأولمبية الشتوية 1998، والبياثلون في الألعاب الأولمبية الشتوية 2002 – سيدات فردي ‏، والبايثلون في الألعاب الأولمبية الشتوية 1998 ‏، والبايثلون في الألعاب الأولمبية الشتوية 2002 ‏، والألعاب الأولمبية الشتوية 2002.

## روابط خارجية
- ماغدالينا فورسبرغ على موقع IMDb (الإنجليزية)
- ماغدالينا فورسبرغ على موقع IBU (الإنجليزية)
- ماغدالينا فورسبرغ على موقع الاتحاد الدولي للتزلج (التزلج الريفي) (الإنجليزية)
- ماغدالينا فورسبرغ على موقع أوليمبيديا (الإنجليزية)
- ماغدالينا فورسبرغ على موقع اللجنة الأولمبية السويدية (السويدية)